# Astartea
Astartea is een geslacht uit de mirtefamilie (Myrtaceae). De soorten variëren van dwergstruiken tot kleine bomen die voorkomen in het zuidwesten van West-Australië.

## Soorten
- Astartea affinis (Endl.) Rye
- Astartea arbuscula (R.Br. ex Benth.) Rye
- Astartea aspera Schauer
- Astartea astarteoides (Benth.) Rye
- Astartea cicatricosa Rye & Trudgen
- Astartea corniculata Schauer
- Astartea decemcostata Rye
- Astartea eobalta Rye
- Astartea fascicularis (Labill.) A.Cunn. ex DC.
- Astartea glomerulosa Schauer
- Astartea granitica Rye & Trudgen
- Astartea laricifolia Schauer
- Astartea leptophylla Schauer
- Astartea middletonii Rye
- Astartea montana Rye
- Astartea muricata Turcz.
- Astartea onycis Rye & Trudgen
- Astartea pulchella (A.Cunn. ex DC.) Rye
- Astartea reticulata Rye
- Astartea schaueri Rye & Trudgen
- Astartea scoparia Schauer
- Astartea transversa Rye
- Astartea zephyra Rye & Trudgen

... · 
Acmena · 
Actinodium · 
Agonis · 
Allosyncarpia · 
Aluta · 
Angophora · 
Astartea · 
Astus · 
Babingtonia · 
Baeckea · 
Callistemom · 
Calytrix · 
Chamelaucium · 
Corymbia · 
Corynanthera · 
Cyathostemon · 
Darwinia · 
Enekbatus · 
Ericomyrtus · 
Eucalyptus (Eucalyptus) · 
Eugenia · 
Euryomyrtus · 
Feijoa · 
Homalocalyx · 
Homoranthus · 
Hypocalymma · 
Lamarchea · 
Leptospermum · 
Lophomyrtus · 
Malleostemon · 
Metrosideros · 
Micromyrtus · 
Myrceugenia · 
Myrciaria · 
Myrtus (Mirte) · 
Ochrosperma · 
Osbornia · 
Pileanthus · 
Pimenta · 
Psidium · 
Rinzia · 
Sannantha · 
Scholtzia · 
Syzygium · 
Thryptomene · 
Triplarina · 
Tristaniopsis · 
Verticordia · 
Waterhousea · 
Xanthostemon · 
...